# Portretul Margueritei de Conflans
Portretul Margueritei de Conflans este o pictură în ulei pe pânză din 1876 realizată de pictorul francez Édouard Manet. Acesta este deținut de Musée d'Orsay, deși este expus în salonul roșu al Musée des Augustins din Toulouse. Precum Un bar la Folies Bergère, lucrarea îl imită pe Ingres prin utilizarea unei oglinzi pentru a arăta personajul din mai multe unghiuri, un motiv rar folosit de Manet.
Este unul dintre cele cinci portrete realizate de Manet Margueritei de Conflans, cea mai timpurie datând din 1873. El a rugat-o să îi pozeze din nou și din nou, întâlnind-o la recepțiile organizate de soția sa, la care de Conflans a venit cu mama ei.
A fost prima dată în proprietatea domnișoarei d'Angély, fiica personajului, care a lăsat-o Muzeului Luvru în 1941. A intrat oficial în colecția muzeului în 1945. Ulterior a fost atribuită muzeului d'Orsay când acesta a fost deschis în 1986 - mai târziu în același an, a fost schimbat pentru Moartea unei surori de binefacere realizată de Isidore Pils de la Musée des Augustins. Acesta a fost restaurat în 2005, permițând analiza structurală a pânzei - marginile erau uzate, dar pânza era încă suplă. Cadrul din lemn pare să nu fie original.